# Lnianka (potok)
Lnianka – potok w północno-zachodniej Polsce, w woj. zachodniopomorskim, płynący po Równinie Gryfickiej; lewobrzeżny dopływ rzeki Dębosznicy.
Lnianka zaczyna swój bieg na zachód od wsi Starnin, skąd płynie na północ. W pobliżu wsi Jarkowo zaczyna biec na północny wschód. Przepływa przez wieś Petrykozy, a następnie przez Świecie Kołobrzeskie, gdzie uchodzi do Dębosznicy od lewego brzegu.
W początkowym biegu potok biegnie po granicy między gminą Brojce a gminą Rymań.
Lnianka tworzy charakterystyczną o szerokim płaskim dnie dolinę otoczoną wyraźnymi krawędziami wysoczyzny morenowej.
Dolinę Lnianki charakteryzują zróżnicowane kompleksy leśne – wilgotne łęgi z wysiękami wód gruntowych, kwaśne buczyny na zboczach, starodrzewia, roślinność łąkowa i szuwarowa na torfowiskach.
Nazwę Lnianka wprowadzono urzędowo w 1949 roku, zastępując poprzednią niemiecką nazwę potoku – Rou Bach.